# Adelaarsvaren
De adelaarsvaren (Pteridium aquilinum) is een varen uit de adelaarsvarenfamilie (Dennstaedtiaceae). Het is een varen met een kosmopolitische verspreiding, die ook in België en Nederland veel voorkomt. De plant wordt soms als een lastig onkruid beschouwd.

## Beschrijving
De adelaarsvaren is een forse plant die zich vooral vermeerdert door middel van een dikke, zwarte en kruipende wortelstok. De plant kan zich op gunstige plaatsen op vegetatieve wijze snel vermeerderen.
De bladen van de adelaarsvaren staan alleen en zijn vertakt, dubbelgeveerd, soms zelfs drievoudig geveerd.
Als men een bladsteel aan de voet schuin doorsnijdt, is een figuur te zien die op twee adelaars lijkt. Hieraan dankt de soort zijn naam. De figuur ontstaat door de ligging van de vaatbundels. De bladveren kunnen een meter hoog worden. Er zijn exemplaren bekend met bladveren van drie meter.
De sporenhoopjes, sori genoemd, van de adelaarsvaren zitten langs de bladrand en zijn door een omgeslagen rand bedekt.

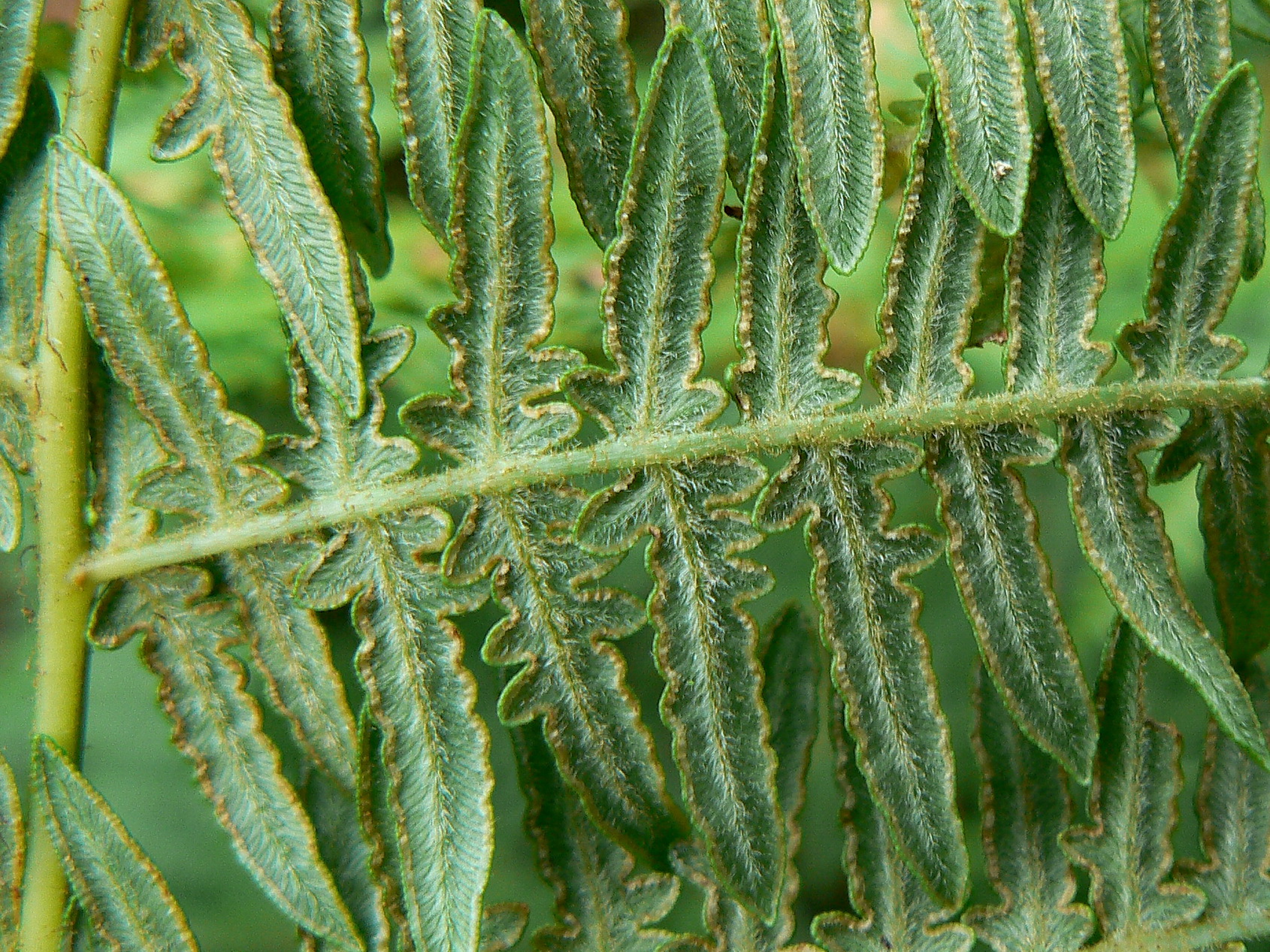
Adelaarsvaren, onderzijde blad met sporenhoopjes

## Geslachtelijke voortplanting
De sporen zijn rijp in juli of augustus. Er zijn klieren die nectar afscheiden waardoor mieren gelokt worden die de sporen verspreiden. Uit een spore kan zich een voorkiem van ongeveer vijf mm groot met geslachtsorganen ontwikkelen. Uit het antheridium komen zaadcellen die naar het archegonium zwemmen om daar een eicel te bevruchten. Hieruit groeit een nieuwe varen.

## Ecologie
De adelaarsvaren wordt voornamelijk aangetroffen in de zoom of in de kruidlaag van bossen op zandgrond, maar de soort groeit ook op open plekken. De varen houdt niet van heel vochtige grond en kalk. Op onbeschutte plaatsen is er een kans dat hij schade oploopt door koude wind of nachtvorst.

### Plantensociologie
Adelaarsvaren heeft zijn zwaartepunt in de klasse van eiken- en beukenbossen op voedselarme grond en de klasse van gladde witbol en havikskruiden.

## Toxiciteit
De bladen van de adelaarsvaren zijn het meest toxische deel van de plant. De toxiciteit berust op verschillende factoren. Zo bevat de plant thiaminase, een enzym, dat vitamine B1 afbreekt. Het gevolg is een vitamine B1 tekort. Verder bevat de plant sesquiterpenen die bij rund en schaap aplastische anemie kunnen veroorzaken. Bij runderen is ook een verstoorde bloedstolling vastgesteld. 
De plant kent een carcinogene factor die bij de mens in de urineblaas en het maag-darmkanaal tumoren kan doen ontstaan. Desondanks worden speciaal behandelde en ingelegde, jonge spruiten van de adelaarsvaren in Korea en Japan als groente bij rijst gegeten.

## Afbeeldingen

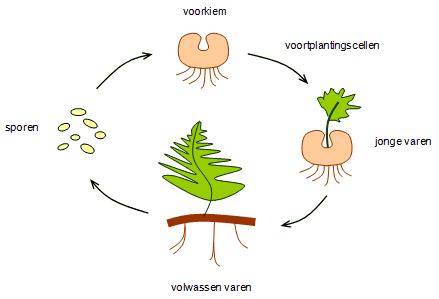
Voortplanting varen
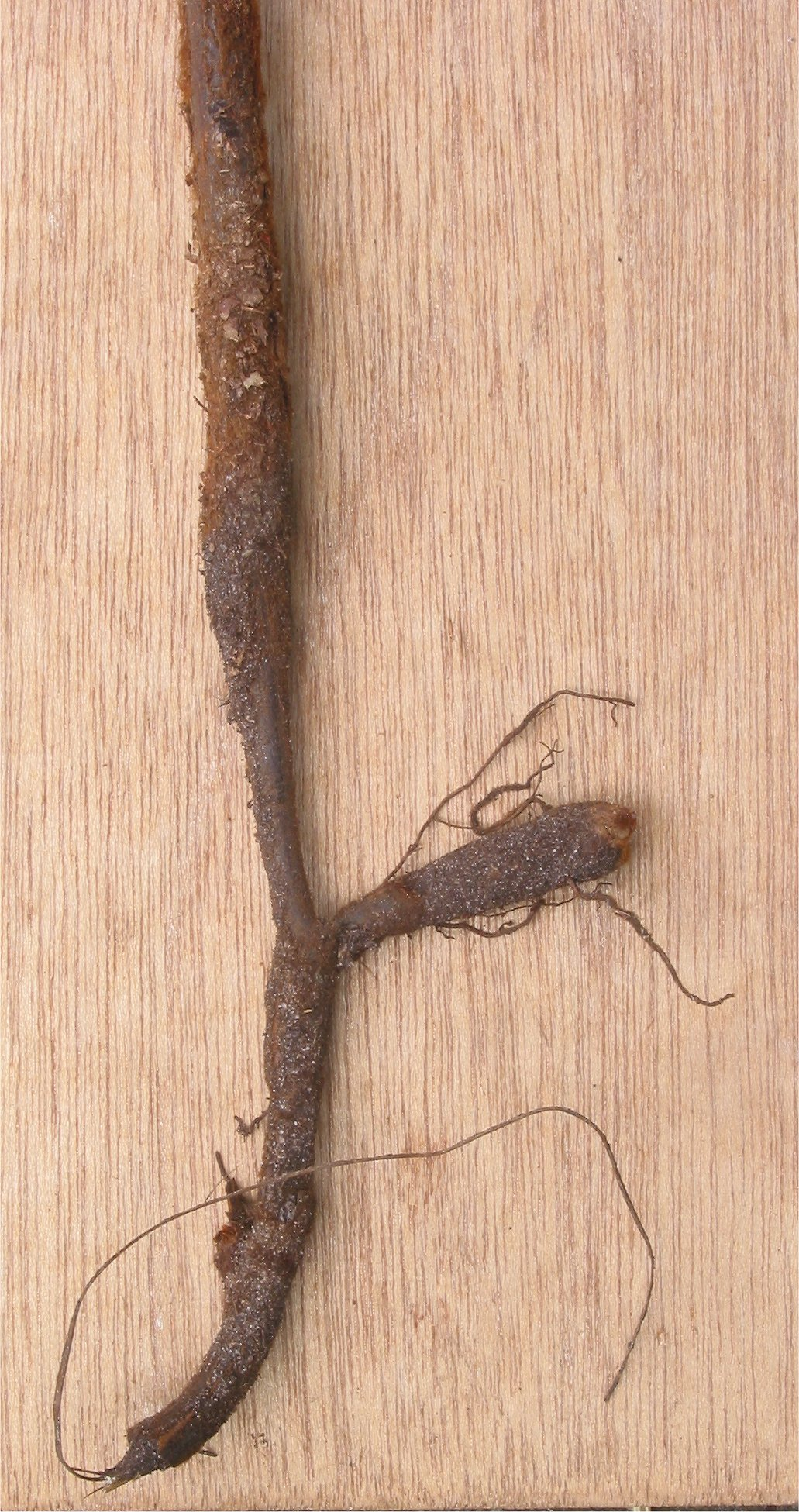
Wortelstok
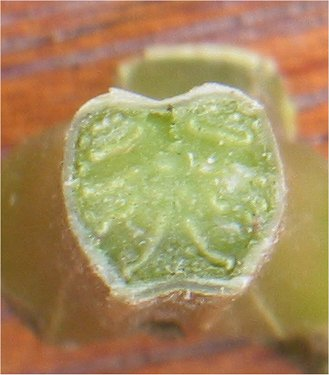
Dwarsdoorsnede stengel

## Video
- Adelaarsvaren in herfstbos